# Kaj Ahnhem
Kaj Percival Ahnhem, född 13 september 1935 på Kungsholmen i Stockholm, är en svensk teaterregissör.

## Biografi
Ahnhem var son till advokat Percy Ahnhem och hans hustru Margareta Elisabet, och det var meningen att Kaj skulle följa sin far i fotspåren och bli delägare i firman. Han påbörjade studier, men avbröt dessa för att ägna sin karriär åt teatern. Han fick arbete som inspicient och regiassistent åt Lars-Levi Læstadius vid Stockholms stadsteater. 1966 tog han över chefsrollen för Marsyasteatern i Gamla stan efter Ise Morssing. När Læstadius för andra gången blev chef för Helsingborgs stadsteater 1968 tog han med sig Ahnhem som ekonomichef. I kontraktet ingick att Ahnhem skulle få regissera upp till två uppsättningar per säsong.

## Teater

### Roller
| År   | Roll    | Produktion                     | Regi         | Teater                 |
| ---- | ------- | ------------------------------ | ------------ | ---------------------- |
| 1965 | Paul    | Stienz Hans Günter Michelsen   | Sten Lonnert | Stockholms stadsteater |
| 1965 | Fånge 8 | Buren (The Brig) Kenneth Brown | Sten Lonnert | Stockholms stadsteater |

### Regi
| År   | Produktion                                    | Upphovsmän                                          | Teater                                                       |
| ---- | --------------------------------------------- | --------------------------------------------------- | ------------------------------------------------------------ |
| 1966 | Trilogi: På livets väg Anton Lady Godiva      | Erik Knudsen                                        | Marsyasteatern                                               |
| 1966 | Påsk                                          | August Strindberg                                   | Marsyasteatern                                               |
| 1966 | Sommar L'Été                                  | Romain Weingarten                                   | Marsyasteatern                                               |
| 1967 | Vibration Vibrations                          | Stanley Eveling Översättning Kaj Ahnhem             | Marsyasteatern                                               |
| 1967 | Skuggor Swamp Creatures                       | Alan Seymour Översättning Kaj Ahnhem                | Marsyasteatern                                               |
| 1968 | Nattcafé                                      | Bengt Bratt                                         | Marsyasteatern                                               |
| 1969 | Alla har en trädgård Everything in the Garden | Edward Albee Översättning Sven Barthel              | Helsingborgs stadsteater                                     |
| 1969 | Naturliga orsaker Natural causes              | Ellen Dryden Översättning Lars-Levi Læstadius       | Helsingborgs stadsteater                                     |
| 1969 | Å, vilken härlig fred!                        | Hans Alfredson och Tage Danielsson                  | Helsingborgs stadsteater                                     |
| 1969 | Hans nåds testamente                          | Hjalmar Bergman                                     | Helsingborgs stadsteater Regi tillsammans med Runar Schauman |
| 1970 | Skärpt bevakning Haute surveillance           | Jean Genet Översättning Eva Alexanderson            | Helsingborgs stadsteater                                     |
| 1970 | Hemmet                                        | Kent Andersson och Bengt Bratt                      | Helsingborgs stadsteater                                     |
| 1970 | Mathissen The Dumb Waiter                     | Harold Pinter Översättning Heinz Hopf               | Helsingborgs stadsteater                                     |
| 1970 | Kropp - en revy om människokroppen            | Bengt Ahlfors, Claes Andersson och Johan Bergum     | Helsingborgs stadsteater                                     |
| 1971 | Paria                                         | August Strindberg                                   | Helsingborgs stadsteater                                     |
| 1971 | Räddad Saved                                  | Edward Bond Översättning Sigbrit och Carl-Olof Lång | Helsingborgs stadsteater                                     |
| 1971 | Flotten                                       | Kent Andersson                                      | Helsingborgs stadsteater                                     |
| 1971 | Jungfruleken Les Bonnes                       | Jean Genet Översättning Eva Alexanderson            | Helsingborgs stadsteater                                     |
| 1971 | Luftbubblor                                   | Erik Knudsen Översättning Percy Ahnhem              | Helsingborgs stadsteater                                     |